# Fiamma d'amore
Fiamma d'amore (The Skin Game) è un film del 1931 diretto da Alfred Hitchcock.

## Trama
La storia ha per tema la rivalità e l'odio che dividono due famiglie, gli Hillcrists,  rappresentanti della feudalità da sempre abituata ad esercitare un ruolo di potere e di egemonia sul territorio e sulla popolazione e gli Hornblowers, rappresentanti della ricca borghesia industriale, decisi a trasformare radicalmente rapporti sociali, modi di vita, economia e paesaggio.
Il film si apre con l'incontro fra la figlia di Hillcrists, Jill, che cavalca elegantemente nella magnifica foresta della contea e il figlio più giovane di Hornblower, Rolf, che sopraggiunge alla guida della modernissima auto sportiva. Fra i due giovani c'è simpatia e attrazione ma il tenore delle parole che si scambiano illustra le due opposte mentalità. Lei si batte per conservare intatta la bellezza di quel paesaggio che da secoli è governato e protetto dal ceto sociale a cui appartiene, lui è convinto che il progresso e la modernizzazione siano un vantaggio per tutti, condividendo i progetti dell'intraprendente genitore, industriale deciso ad espandere le sue industrie e le sue attività produttive.
Intanto si diffonde la notizia che Hornblower ha intenzione di sfrattare i fittavoli Jackamm dalle terre acquistate dagli Hillcrists, pur avendo accettato la condizione di mantenere i coloni nella casa che abitano da trent'anni. Gli Hillcrists convocano Hornblower per sostenere le ragioni dei Jackmann e per convincerlo a desistere da questo proposito.
Ma Hornblower non accetta, asserisce di volere ingrandire le sue fabbriche e annuncia di aver intenzione di acquistare anche la tenuta confinante con quella degli Hillcrists e quella del Duca, il cosiddetto Centry.
Per la vendita del Centry si tiene un'asta pubblica:  le due famiglie si fronteggiano duramente, facendo salire la cifra del podere alle stelle.  Hornblower se la aggiudica alla cifra proibitiva di 9500 sterline, ricorrendo all'aiuto di una terza persona.
Inviperiti e beffati, i coniugi Hillcrists vogliono vendicarsi e per farlo dimostrano di non aver scrupoli a ricorrere ai metodi più vili. Individuano nella nuora di Hornblower, la bella e giovane Chloe, la vittima designata.
L'uomo di fiducia degli Hillcrists, Dawker, scopre che ella, prima del matrimonio, avendo perduto le sostanze familiari a causa del fallimento del padre, spinta dal bisogno e per guadagnare con facilità, agevolava le cause di divorzio, facendosi sorprendere con uomini sposati, in un'attività molto simile a quella di prostituta.
Gli Hillcrists, la moglie soprattutto, non esitano a servirsi di queste informazioni per ricattare il rivale: gli inviano una lettera e lo invitano a presentarsi a casa loro per discutere di questa faccenda.
Hornblower incredulo convoca la nuora e la scongiura di rivelargli la verità. La giovane, impaurita per l'eventuale reazione del marito a cui ha appena annunciato di aspettare un figlio, nega ostinatamente.
L'industriale cerca di difendere l'onore della nuora e il matrimonio del figlio ma la Hillcrists e Dawker gli mostrano prove e testimoni che accusano con ogni evidenza Chloe. In cambio del silenzio gli offrono un contratto capestro, già scritto, che lo costringe a vendere il Centry a 4500 sterline, meno della metà del prezzo d'asta. Sconvolto Hornblower accetta e fa giurare la Hillcrists sulla Bibbia.
Ma la situazione precipita inaspettatamente e drammaticamente.
Chloe si reca dai Hillcrists per implorare comprensione e un intervento per rassicurare il marito insospettito. Nel frattempo però Charles, venuto a diverbio con Dawker, è informato da questi sul passato di sua moglie. Piomba in casa Hillcrists per avere spiegazioni.  Chloe per evitare l'incontro con lui si nasconde dietro una tenda. Mr. Hillcrists inventa una storia, ma il giovane Hornblower non lo crede e dichiara che intende rompere il suo matrimonio, anche se Chloe è incinta di suo figlio. Chloe ode queste parole e la mano che stringeva la tenda dietro la quale si nascondeva, scivola via.
Nello stagno fuori casa Hillcrists tenta il suicidio. Quando viene scoperto il suo corpo, l'anziano Hornblower accusa Hillcrists di aver distrutto lui e la sua famiglia, di aver ucciso il nipote.
Uscito Hornblower, arrivano i coniugi Jakman a ringraziare la famiglia Hillcrists. Un gelido silenzio si contrappone alle parole di riconoscenza. Quei " magnanimi benefattori"  sono gli stessi che hanno appena dimostrato tanta crudeltà. Ancora una volta Hitchcock ci avverte dell'infinita distanza fra ciò che appare e ciò che è.
La giovane Jill e Rolf si danno la mano.
Nella foresta inizia il disboscamento: cade il primo tronco secolare.

## Produzione

### Soggetto
Il film è tratto da un'opera teatrale, una commedia di John Galsworthy, l'autore diventato famoso con la "Saga dei Forsyte".

### Riprese
Fu girato tra la fine del 1930 e l'inizio del 1931, negli studi di Elstree. La prima a Londra si ebbe il 19 ottobre 1931.

### Cast
Il personaggio di Mr. Hornblower è interpretato da Edmund Gwenn, un attore di teatro a quell'epoca molto famoso a Londra e che aveva portato al successo la commedia. Ebbe altri ruoli nei film successivi di Hitchcock ad esempio ne Il prigioniero di Amsterdam interpreterà il ruolo di Rowley, il sicario, e ne La congiura degli innocenti quello del capitano Albert Wiles.
Donald Spoto racconta che Hitchcock più che girare faceva fare un sacco di prove e quella in cui la giovane nuora tenta il suicidio nel laghetto con le ninfee fu ripetuta non meno di dieci volte, costringendo l'attrice Phillis Konstam (presente anche in Tabarin di lusso e in Omicidio!), a lanciarsi in acqua per tutte quelle volte.

## Distribuzione

### Prima
La prima si ebbe a Londra il 19 ottobre 1931.

### Critica
Hitchcock non amò questo film e a Truffaut dichiara "Il soggetto non l'avevo scelto io e non merita che se ne parli."
Malgrado il giudizio negativo dello stesso Hitchcock il film fu accolto favorevolmente ed ebbe un buon successo di pubblico.
Rohmer e Chabrol lo definiscono "Il più brutto film che Hitchcock abbia mai firmato"
Il testo, denso di dialoghi, fu filmato da Hitchcock senza cercare particolari effetti ad eccezione dell'uso del primo e primissimo piano per sottolineare i momenti drammatici.